# 南瑞街道
南瑞街道，原为弋江桥街道，是中华人民共和国安徽省芜湖市弋江区下辖的一个乡镇级行政单位。，根据芜政秘〔2019〕65号文件更名，区划代码更名为340203009。

## 行政区划
南瑞街道下辖以下地区：
奥园社区、南街社区、李巷社区、铁桥社区、沐春园社区、荷夏园社区、锦坤园社区、瑞东园社区、江城国际社区和瑞华苑社区。